# 賴米斯托
51°0′5″N 24°58′15″E / 51.00139°N 24.97083°E
賴米斯托（烏克蘭語：Раймісто），是烏克蘭的村落，位於該國西部沃倫州，由盧茨克區負責管轄，始建於1877年，面積0.048平方公里，海拔高度181米，2001年人口235，人口密度每平方公里4,895.83人。